# Rocío Cantuarias
Rocío Amparo Cantuarias Rubio (Concepción, 1979) es una abogada y ex política chilena, que entre julio de 2021 y julio de 2022 se desempeñó como miembro de la Convención Constitucional de Chile en representación del distrito n° 20.

## Familia y estudios
Nacida en Concepción, es hija del exsenador Eugenio Cantuarias Larrondo (1990-1998) y de María Soledad Rubio. Es abogada de la Universidad de Concepción, magíster en administración de empresas (MBA) y en tributación, ambos de la Universidad de Chile.
Está casada desde el año 2000 y es madre de dos hijos.

## Trayectoria pública
Ha ejercido clases de derecho constitucional, corporativo, tributario y económico en la Universidad de Concepción, la Universidad del Desarrollo y la Universidad Andrés Bello.
Junto con ejercer la docencia, es socia fundadora de «FBC Legal», una organización sin fines de lucro (ONG) que entrega soluciones jurídicas empresariales centradas en el cliente y con impacto social.

## Controversias
En 2021, durante su periodo como constituyente, viajó junto a Teresa Marinovic y Martín Arrau a Madrid para reunirse con políticos de Vox, partido de extrema derecha español y de quienes dijo haber aprendido mucho. A su regreso, en una entrevista en la La Red, declaró que no tenía por qué poner en duda los dichos de una noticia de Radio Bío-Bío, que ya había sido catalogada como fake news, referida a una supuesta fiesta de los constituyentes durante su viaje de trabajo a Concepción.
En 2025, en el Programa Sin Filtros,  Rocío Cantuarias nuevamente incurrió en prácticas de difusión de noticias falsas. Durante una transmisión del programa se refirió a Elisa Loncon y Francisca Linconao como "dementes" y aseguró que no hablan mapudungún.Esto fue desmentido con evidencia por Fast Check, un sitio web dedicado al fact checking para combatir la desinformación.

## Obra escrita
- Oportunidades en la Gestión de Estudios Jurídicos. 2019. Editorial Thomson Reuters.[2]

## Historial electoral
| Año  | Tipo                          | Territorio    | Pacto           | Partido  | Votos  | %   | Resultado    |
| ---- | ----------------------------- | ------------- | --------------- | -------- | ------ | --- | ------------ |
| 2021 | Convencionales constituyentes | 20.º distrito | Vamos por Chile | Ind.-Evo | 16 927 | 5.5 | Convencional |